# Hymedesmia proteida
Hymedesmia proteida är en svampdjursart som beskrevs av Schmidt 1875. Hymedesmia proteida ingår i släktet Hymedesmia och familjen Hymedesmiidae. Inga underarter finns listade i Catalogue of Life.